# At The Door (canción de The Strokes)
«At The Door» —en español: «En la Puerta»— es una canción de la banda neoyorkina The Strokes. Es el primer sencillo de su álbum The New Abnormal y fue lanzada el 11 de febrero de 2020.

## Video musical
El video musical fue mostrado por primera vez en el mitin de Bernie Sanders el 10 de febrero de 2020 pero fue sacado oficialmente el 11 de febrero, en este video musical para The Strokes fue una colaboración internacional escrita y dirigida por Mike Burakoff con un equipo estelar que incluye a Benjy Brooke, 2veinte y Ugo Bienvenu.

## Lista de canciones
1. «At The Door» - 5:53